# Рустамов, Рустам Азиз оглы
Рустам Азиз оглы Рустамов (азерб. Rüstəm Əziz oğlu Rüstəmov; 1910, Баку — 17 октября 1961, там же) — советский азербайджанский нефтяник, Герой Социалистического Труда (1944).

## Биография
Родился в 1910 году в городе Баку Бакинской губернии (ныне столица Азербайджана), в семье рабочего. В год остался круглым сиротой, воспитывался в приёмной семье.
Начал трудовую деятельность в 1920 году учеником сапожника, где и проработал до 1924 года. С 1930 года — рабочий каменного карьера «Бакжилсоюза». С 1932 года — рабочий, верховой, торомозовщик, бурильщик, с 1939 года — буровой мастер конторы бурения № 1, с 1959 года — буровой мастер конторы бурения № 2 треста «Азморнефтеразведка»
Рустам Рустам за короткое время прославился по всей республике и Советскому Союзу благодаря своему усердному труду и новаторским способностям. Бригада Рустамова первой в стране применила сверхтяжёлые бурильные трубы для проходки скважин в сложных геологических условиях и добилась увеличения скоростей проходки. Рустамов одним из первых в тресте приступил к бурению на морских участках одноколонных скважин, что заметно сокращало время для завершения работ и значительно экономило металл. Таким способом была пробурена самая первая скважина бурильщика: её бурение было завершено на 25 дней раньше положенного срока и сделано с отличными производственными показателями. Третью скважину в 1940 году Рустамов с бригадой пробурили на 40,7 дней раньше установленного срока, в результате правильной организации труда в бригаде, призводительное время возросло с 85,7 до 95,54 процентов. С именем Рустамова связано освоение морских участков бухты Ильича, а также залежей нефти и газа в районах острова Песчаного и Карадага. В годы Великой Отечественной войны Рустам Рустамов с бригадой трудились за увеличение количества и качества нефтепродуктов, необходимых для фронта. В трудные годы войны в Бакинских нефтепромыслах развилось стахановское движение, а бригада Рустамова будучи лучшей в конторе, была награждена переходящим красным знамненем Наркомнефти и ВЦСПС, по итогам 1942 года провозглашена лучшей буровой бригадой Советского Союза. В 1943 году в тресте «Сталиннефть» всего пробурено двадцать нефтяных скважин, из них одиннадцать было пробурено бригадой нефтяника Рустамова, то есть 55 процентов всех сданных в эксплуатацию трестом; в этом же году коллектив бригады пробурил в море 5207 метров.
Указом Президиума Верховного Совета СССР «О присвоении звания Героя Социалистического Труда работникам нефтяной промышленности» от 24 января 1944 года за «выдающиеся заслуги в деле увеличения добычи нефти, выработки нефтепродуктов, разведки новых месторождений и бурение нефтяных скважин» Рустамову Рустаму Азиз оглы присвоено звание Героя Социалистического Труда с вручением ордена Ленина и Золотой медали «Серп и Молот».
Активно участвовал в общественно-политической жизни страны. Член КПСС с 1940 года. Депутат Верховного Совета СССР 2-го созыва.
Скончался 17 октября 1961 года в городе Баку.

## Память
В 1973 году объединение «Азнефть республиканский комитет профсоюза рабочих нефтяной и газовой промышленности и редакция газеты «Вышка» учредили приз имени Рустама Азиз оглы Рустамова, который ежегодно вручался бригаде разведочного бурения, добившейся лучших показателей в проходке скважин на суше.
Именем Рустама Рустамова названа улица в Низаминском районе города Баку.